# Telescopio Nasmyth

Telescopio sencillo Nasmyth

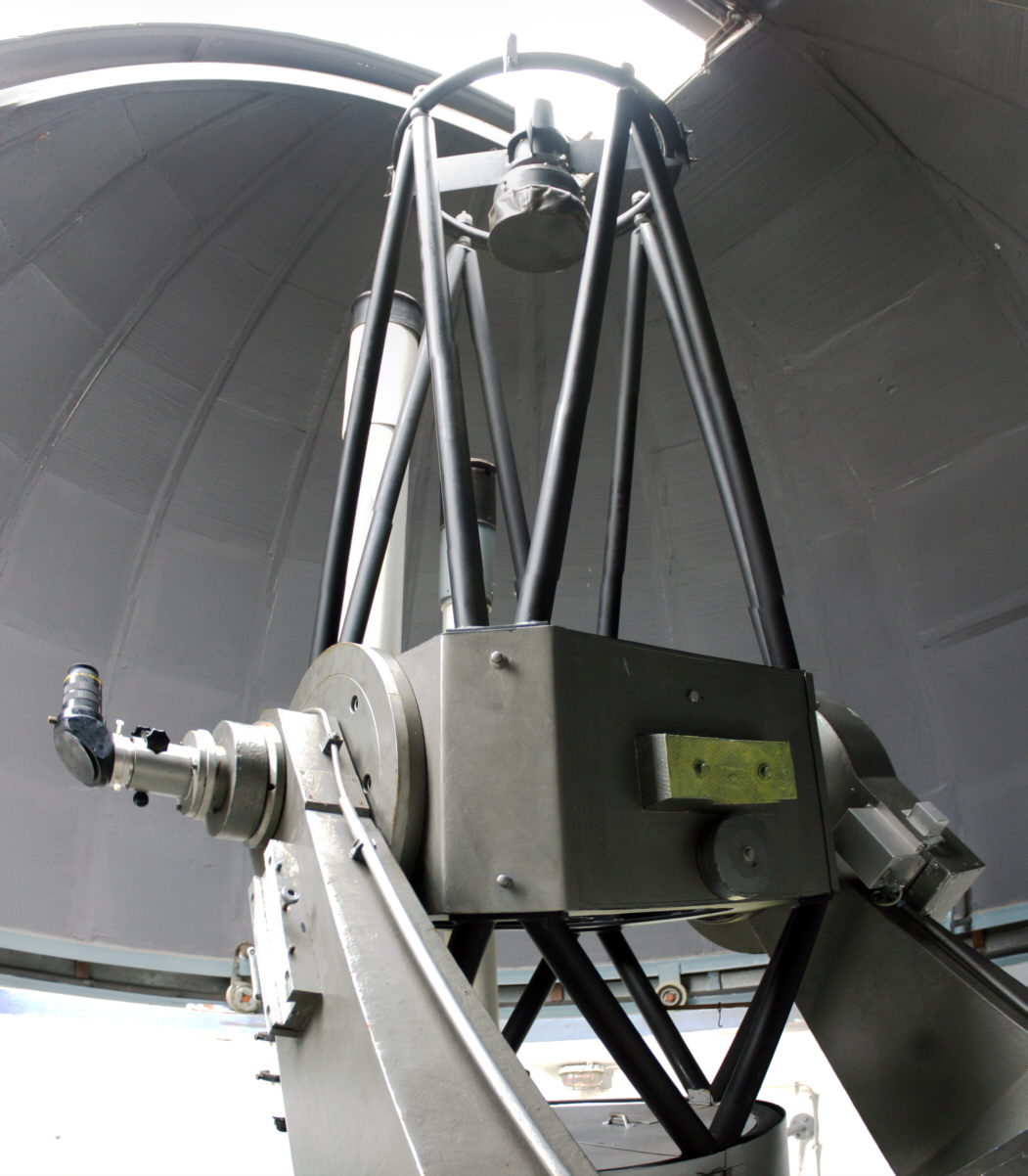
Telescopio Nasmyth-Cassegrain de 56 cm en el Observatorio Walter-Hohmann en Essen, Alemania

El telescopio Nasmyth, también denominado Nasmyth-Cassegrain o Cassegrain-Nasmyth, es un tipo de telescopio reflector desarrollado por James Nasmyth. Es una forma modificada de un telescopio Cassegrain, con la luz reflejada lateralmente antes de alcanzar de nuevo la posición del espejo primario.
Presenta la particularidad de que el ocular se sitúa prácticamente en el centro de basculación del telescopio, lo que simplifica su manejo (minimizando los desplazamientos del observador cuando se apunta el instrumento) y facilita la instalación de equipos auxiliares pesados (como espectrógrafos).

## Esquema
Como en el telescopio Cassegrain, la luz incide en un espejo primario cóncavo, desde donde es reflejada hacia un espejo secundario convexo. Un tercer espejo plano, comparativamente pequeño, refleja la luz hacia uno de los costados del telescopio (un orificio central en el espejo primario también puede recibir el foco del montaje Cassegrain si existe la posibilidad de retirar el espejo terciario). Este espejo plano está colocado en el centro del eje de altitud, de modo que la salida del haz de luz se produce a través de un orificio situado a la altura del centro del citado eje. Esto significa que el ocular, cercano al eje de basculación del telescopio, no se desplaza arriba y abajo cuando se apunta el telescopio. Además, se puede ajustar el ángulo del espejo terciario con respecto al eje principal del telescopio en función de la elevación por encima del horizonte de la estrella observada.
Esta configuración también permite utilizar equipo auxiliar pesado sin alterar el equilibrio del telescopio ni aumentar la fuerza necesaria para accionar el instrumento, lo que supone una ventaja significativa para utilizar espectrógrafos y otros instrumentos pesados habituales en los observatorios de investigación. La mayoría de los reflectores de investigación modernos pueden ser configurados como telescopios Nasmyth (es decir, tienen la posibilidad de utilizar el "foco Nasmyth").

## Observatorios
Los telescopios gemelos de 10 metros en el Observatorio Keck en Hawái y el telescopio Subaru de 8.2 metros (situado en sus inmediaciones) soportan una gran variedad de instrumentos especializados en plataformas Nasmyth, con un diseño similar al previsto en el Telescopio de Treinta Metros.
El telescopio Buscador de Planetas Automatizado de 2.4 metros del Observatorio Lick, permite el uso de dos focos Nasmyth. El Observatorio de Sierra Nevada (OSN) en España también posee dos telescopios Nasmyth, incluyendo uno de 1.5 metros de apertura. De igual forma, el telescopio aerotransportado SOFIA utiliza este diseño.